# Valerij Vasziljevics Geraszimov
Valerij Vasziljevics Geraszimov (oroszul: Вале́рий Васи́льевич Гера́симов; Kazany, 1955. szeptember 8. –) oroszországi katonai vezető, hadseregtábornok.

## Pályafutása
1977-ben végezte el a Kazanyi Páncélos Parancsnoki Főiskolát, majd az Északi Hadseregcsoportban és a Távol-keleti Katonai Körzetben szolgált szakaszparancsnokként, századparancsnokként és zászlóaljparancsnokként.
1987-ben elvégezte a Malinovszkij marsallról elnevezett páncélos katonai akadémiát. Ezután a Balti Katonai Körzetbe vezényelték, ahol egy páncélosezred vezérkari főnökeként, majd parancsnokaként és egy gépesített lövészhadosztály vezérkari főnökeként szolgált. 1993-tól 1995-ig az Északnyugati Hadseregcsoportban egy gépesített lövészhadosztály parancsnoka volt.
1997-ben elvégezte az Oroszországi Fegyveres Erők Vezérkarának Katonai Akadémiáját. Ezután a Moszkvai Katonai Körzetben hadseregparancsnok-helyettesként szolgált, majd az Észak-kaukázusi Katonai Körzetben az 58. hadseregben előbb parancsnokhelyettes és vezérkari főnök, majd hadseregparancsnok volt. 2003-tól két évig a Távol-keleti Katonai Körzet vezérkari főnöke. 2006-tól egy évig ismét az Észak-kaukázusi Katonai Körzetben szolgált, ezúttal vezérkari főnökként.
2007 decemberében a Leningrádi Katonai Körzet parancsnokává, 2009 februárjában a Moszkvai Katonai Körzet parancsnokává nevezték ki. 2010 decemberétől az Oroszországi Fegyveres Erők vezérkari főnökének helyetteseként, 2012 áprilisától a Központi Katonai Körzet parancsnokaként szolgált.
2012. november 9-én Putyin elnök kinevezte az Oroszországi Fegyveres Erők vezérkari főnökének és a védelmi miniszter első helyettesének.
2023. január 11-én közvetlenül Geraszimov parancsnoksága alá kerültek az ukrajnai háborúban részt vevő oroszországi csapatok, miután az inváziót korábban irányító Szergej Szurovikin tevékenysége sikertelennek bizonyult. A hivatalos indoklás szerint a vezetőváltás célja a hatékonyság növelése volt; Szurovikin Geraszimov beosztottjaként a hadszíntéren maradt.